# معوية إيطالية
مكورة معوية إيطالية (الاسم العلمي:Enterococcus italicus) هي نوع من البكتيريا تتبع جنس المكورة المعوية من فصيلة المكورات المعوية.